# Bitchin'
Bitchin' är ett album från 2007 av rockbandet The Donnas. Det var deras första efter att ha lämnat Atlantic Records och spelades in på det egna bolaget Purple Feather Records.

## Låtlista
1. "Bitchin'" - 2:09
2. "Don't Wait Up for Me" - 3:27
3. "Wasted" - 3:29
4. "What Do I Have to Do" - 3:07
5. "Save Me" - 3:14
6. "Like an Animal" - 2:42
7. "Here for the Party" - 2:54
8. "Better Off Dancing" - 3:21
9. "Love You Till It Hurts" - 3:32
10. "Smoke You Out" - 3:21
11. "Girl Talk" - 3:14
12. "Give Me What I Want" - 3:13
13. "Tonight's Alright" - 3:16
14. "When the Show Is Over" - 3:43